# Minerbe
Minerbe é uma comuna italiana da região do Vêneto, província de Verona, com cerca de 4.581 habitantes. Estende-se por uma área de 29,69 km², tendo uma densidade populacional de 158 hab/km². Faz fronteira com Bevilacqua, Bonavigo, Boschi Sant'Anna, Legnago, Montagnana (PD), Pressana, Veronella.

## Demografia
| Variação demográfica do município entre 1861 e 2011                               |
|                                                                                   |
| Fonte: Istituto Nazionale di Statistica (ISTAT) - Elaboração gráfica da Wikipedia |